# Luka Mezgec
Luka Mezgec (Kranj, 27 de junio de 1988) es un ciclista profesional esloveno que desde 2016 es miembro del equipo australiano Team Jayco AlUla.

## Biografía
Luka Mezgec ganó en 2009 la carrera de un día Vzpon na Mohor, una carrera nacional disputadas por amateurs en Eslovenia. En 2010, Mezgec fichó por el equipo continental esloveno Zheroquadro Radenska. En su primer año en este equipo ganó la Coupe des Nations Ville Saguenay, una de las pruebas de la Copa de las Naciones UCI sin ganar ninguna etapa, sucediendo así al francés Johan Le Bon. Participó de esta manera en la victoria de Eslovenia en la clasificación final de la Copa de las Naciones UCI. Participó en los Campeonato Mundial de Ciclismo en Ruta de 2010 donde acabó 91.º en la categoría sub-23.
En 2011, fichó por el equipo Sava, equipo esloveno de categoría continental. 
Luka Mezgec recaló en las filas del conjunto neerlandés UCI ProTeam Argos-Shimano para la temporada 2013. En su primera temporada con el Argos debutó en el Giro de Italia en donde llegó en tercer lugar en tres etapas.

## Palmarés
2010
- Coupe des Nations Ville Saguenay

2011
- 1 etapa del Istrian Spring Trophy
- Memorial Henryka Lasaka

2012
- 1 etapa de los Cinco Anillos de Moscú
- 5 etapas de la Vuelta al Lago Qinghai

2013
- 1 etapa del Tour de Pekín

2014
- Handzame Classic
- 3 etapas de la Volta a Cataluña
- 1 etapa del Giro de Italia
- 2.º en el Campeonato de Eslovenia en Ruta
- 1 etapa del Tour de Pekín

2015
- 1 etapa del Tour du Haut-Var

2016
- 2.º en el Campeonato de Eslovenia en Ruta

2017
- 1 etapa del Tour de Eslovenia
- Campeonato de Eslovenia en Ruta
- Veenendaal Veenendaal Classic

2019
- 1 etapa del Tour de Eslovenia
- 2 etapas de la Tour de Polonia

2021
- 3.º en el Campeonato de Eslovenia en Ruta

2022
- 3.º en el Campeonato de Eslovenia en Ruta

2023
- 2.º en el Campeonato de Eslovenia en Ruta

## Resultados en Grandes Vueltas y Campeonatos del Mundo
| Carrera         | Carrera         | 2010 | 2011 | 2012 | 2013  | 2014  | 2015  | 2016 | 2017  | 2018  | 2019 | 2020 | 2021  | 2022  | 2023  | 2024  | 2025  |
| --------------- | --------------- | ---- | ---- | ---- | ----- | ----- | ----- | ---- | ----- | ----- | ---- | ---- | ----- | ----- | ----- | ----- | ----- |
|                 | Giro de Italia  | —    | —    | —    | 123.º | 136.º | 138.º | Ab.  | 107.º | —     | —    | —    | —     | —     | —     | Ab.   | —     |
|                 | Tour de Francia | —    | —    | —    | —     | —     | —     | —    | —     | —     | —    | 88.º | 102.º | 100.º | 112.º | 116.º | 152.º |
|                 | Vuelta a España | —    | —    | —    | —     | —     | 108.º | —    | —     | 141.º | Ab.  | —    | 109.º | —     | —     | —     | —     |
| Mundial en Ruta | Mundial en Ruta | —    | —    | Ab.  | —     | Ab.   | 48.º  | Ab.  | 92.º  | —     | —    | Ab.  | 30.º  | —     | Ab.   | Ab.   | —     |

—: no participa

Ab.: abandono

## Equipos
- Radenska (2010)
- Sava (2011-2012)
- Argos/Giant (2013-2015)
  - Team Argos-Shimano (2013)
  - Team Giant-Shimano (2014)
  - Team Giant-Alpecin (2015)
- Orica/Mitchelton/BikeExchange/Jayco (2016-)
  - Orica-GreenEDGE (2016)
  - Orica-BikeExchange (2016)
  - Orica-Scott (2017)
  - Mitchelton-Scott (2018-2020)
  - Team BikeExchange (2021)
  - Team BikeExchange-Jayco (2022)
  - Team Jayco AlUla (2023-)